# Eugène Dévé
Eugène Dévé, né le 22 septembre 1826 à Rouen et mort le 2 avril 1887 à Paris, est un peintre français.

## Biographie
Eugène Dévé est le fils d'Augustin Frédéric Dévé, marchand de coton, et d'Élisabeth Éléonore Laurence.
Il obtient un poste d'employé au ministère des Finances.
En 1860, il épouse Agathe Joséphine Roisin. Agathe Dévé réalise quelques portraits. Le couple donne naissance en 1861 à Charles Dévé et en 1866 à Émile-Jean Dévé, qui deviendra officier de l'artillerie et exposera au Salon à partir de 1912.
Élève de Camille Flers, il expose au Salon de 1863 à 1885.
Il meurt à son domicile de la rue de Rocroy à l'âge de 60 ans. Il est inhumé au cimetière de Montmartre. Une part de son œuvre est vendue en 1888 à l’Hôtel Drouot.

## Œuvres exposées aux Salons parisiens
- Soleil couchant à Sainte-Adresse, près le Havre, au Salon de 1863
- L'île Saint-Denis, au Salon de 1864
- Falaises près Fécamp, au Salon de 1864
- La Seine à Villeneuve-la-Garenne, au Salon de 1865
- Paysage, au Salon de 1865
- Coupe de bois, au Salon de 1866
- Paysage, près Nemours, au Salon de 1866
- Bords de la Seine, à Bois-le-Roi, au Salon de 1867
- Fenaison, près Bois-le-Roi, au Salon de 1867
- Vaches dans la vallée ; Fontainebleau, au Salon de 1868
- Vallée de la Calone, à Saint-Gervais (Eure), au Salon de 1868
- Vaches dans une prairie, au Salon de 1868, dessin
- La Seine à Bois-le-Roi, le soir, au Salon de 1869
- Vue prise aux environs d'Hyères (Provence), en hiver, au Salon de 1870
- Animaux sur les hauteurs de Villers (Calvados), au Salon de 1870
- Aux environs de Nice, au mois de février, au Salon de 1872
- Le bois du Var, près de Nice, au printemps, au Salon de 1873
- Marée basse à Courseulles (Calvados), au Salon de 1873
- Lisière de la forêt de Rambouillet (Seine-et-Oise), au Salon de 1874
- Effet de matin, en Provence, au Salon de 1874
- Intérieur de forêt, au Salon de 1875
- Les hauteurs de Gambaiseul (Seine-et-Oise), au Salon de 1875
- Aux étangs de la forêt de Montfort-l’Amaury (Seine-et-Oise), au Salon de 1876
- Sous bois, dans la forêt de Montfort-l’Amaury, au Salon de 1876
- Bords du Roubaud à Hyères, au Salon de 1876 (Carcassonne)
- Vue prise à Honfleur, au Salon de 1876
- Le petit étang de Millemont (Seine et-Oise), au Salon de 1877
- Dans les bois de Millemont (Seine-et-Oise), au Salon de 1878
- Le soir, au bord du Gapeau (Var), au Salon de 1878
- Au bord d'un étang, au Salon de 1879
- Dans la vallée de la Calonne (Eure), au Salon de 1879
- La vieille route des bains, à Saint-Honoré (Nièvre), au Salon de 1880
- Une allée à Millemont (Seine-et-Oise), au Salon de 1880
- Temps orageux sur les côtes du Calvados, au Salon de 1881
- Dans le bois de Millemont (Seine-et-Oise), au Salon de 1881
- Le soir à la Bourboule (Puy-de-Dôme), au Salon de 1882
- Gorge de la Verrière, à la Bourboule, au Salon de 1883
- Promenade du matin, au Salon de 1883
- Gros temps à Jersey, au Salon de 1884
- Labourage en Auvergne, au Salon de 1884
- Prairie à Galluis (Seine-et-Oise), au Salon de 1885 (Toulouse)
- Labourage en Auvergne, au Salon de 1885 (Toulouse)
- Soleil couchant ; Auvergne, au Salon de 1885